# يوجين جي. بول
يوجين جي. بول هو شخصية أعمال وفلاح وسياسي أمريكي، ولد في 5 نوفمبر 1880، وتوفي في 10 أبريل 1958. انتخب عضو جمعية ولاية ويسكونسن ‏.